# Al-Ghassaniyah
Al-Ghassaniyah (الغسانية en arabe, également orthographié Ghassaniyeh) est un village en Syrie. Elle fait partie du gouvernorat de Homs et est situé au sud de Homs tout juste à l'est du lac de Homs. En 2004, elle avait une population de 4 509 habitants. Ses habitants sont principalement des chrétiens.